# Stathme
Stathme war ein persisches Längenmaß. Das Maß war dem ägyptischen Schönus und dem indischen Maß Gau gleich.
- Stathme = 21 Kilometer